# クリスティアン・ファンベルガー

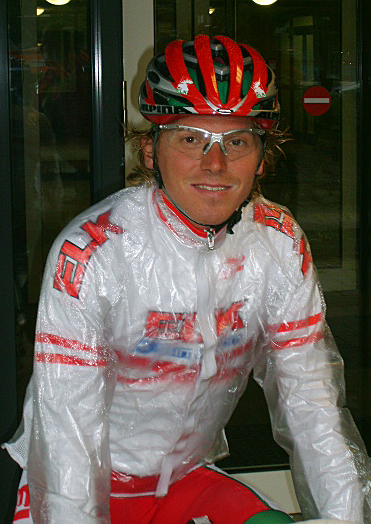
クリスティアン・ファンベルガー

クリスティアン・ファンベルガー（Christian Pfannberger、1979年12月9日 - ）は、オーストリア、ユーデンブルク出身の自転車競技（ロードレース）選手。

## 経歴
1999年、世界軍隊選手権・ロードレース優勝。2001年に国内選手権・U-23個人ロードを制覇し、2002年にプロ転向。もっとも、長らく所属チームは、コンチネンタルプロチームなどの地域チームだったため、UCIプロツアー対象レースなどのメジャーレースに出場する機会はほとんどなかった。この間の主たる実績は2006年のオーストリア一周総合3位、2007年の国内選手権・エリートロードレース優勝など。
2008年に、コンチネンタルプロチームである、バルロ・ワールドに移籍。アムステルゴールドレース6位、フレッシュ・ワロンヌ9位、リエージュ〜バストーニュ〜リエージュ5位という形で、春のクラシックレース戦線で健闘。その後、2年連続の国内選手権・ロード制覇、世界選手権・個人ロード8位などの実績を挙げた。
前年の一連の実績が認められ、2009年シーズンは、大型補強を行ったことで話題を集めることになった、カチューシャに移籍することが決定。自身初となる、メジャーチームでの活動となる。

## ドーピング問題
Ed'Sysems ZVVZに所属していた2004年、ドーピング陽性反応により、同年6月27日から2006年6月26日までの2年間、出場停止処分を受けた。2009年5月6日、所属するカチューシャより、同年3月19日に自宅で行われた検査において陽性の疑いが持たれたとして出場禁止が言い渡された。